# 유럽복음주의연맹
유럽복음주의연맹 (European Evangelical Alliance, EEA)은 유럽 전역에서 복음주의 교회와 단체들을 대표하고 연결하는 기독교 연합 조직이다. 1951년에 설립된 EEA는 약 35개국 이상의 국가 복음주의 연맹과 여러 전문 기독교 단체들로 구성되어 있으며, 세계복음주의연맹(World Evangelical Alliance, WEA)의 지역 지부로 활동한다. 본부는 네덜란드 암스테르담에 위치하고 있다.

## 목적
유럽복음연맹의 주요 목적은 다음과 같다:
- 연합: 유럽의 복음주의자들이 한 목소리로 복음을 증거할 수 있도록 협력과 네트워크를 형성한다.
- 대표성: 유럽 및 국제적인 플랫폼에서 복음주의 교회의 입장을 대변한다.
- 지원: 회원국 연맹과 교회, 기독교 단체들에게 신학적, 실천적 지원을 제공한다.
- 사회적 책임: 정의, 자유, 인권과 같은 사회적 이슈에 대해 복음적인 관점을 제시하고 대응한다.
- 전도와 제자화: 복음을 전파하고 지역 교회의 건강한 성장을 도모한다.

## 주요 활동
- 사회 정의 및 인권 옹호: 난민, 소수자 보호, 종교 자유 증진 등과 같은 이슈에 참여한다.
- 정책 및 입법 활동: 유럽연합(EU) 및 국가 정부와의 협력을 통해 복음주의적 가치가 법과 정책에 반영되도록 노력한다.
- 기도와 예배 운동: 유럽 복음주의 기도 주간(European Prayer Week)과 같은 기도 캠페인을 진행한다.
- 교육 및 연구: 신학적 자료를 제공하고, 워크숍, 컨퍼런스를 통해 회원국들의 역량을 강화한다.
- 네트워킹: 교회와 단체가 서로 연결되고 협력할 수 있는 기회를 제공한다.

## 본부
EEA의 본부는 네덜란드 암스테르담에 위치하고 있으며, 유럽의 복음주의 단체와 교회들이 유기적으로 협력할 수 있는 중심 허브 역할을 한다.
회원으로는 유럽 전역의 복음주의 국가 연맹들이 포함되어 있으며, 각 연맹은 자국 내 복음주의 교회와 단체를 대표한다.
- 영국복음주의 연맹 (Evangelical Alliance UK)
- 독일복음주의 연맹 (Deutsche Evangelische Allianz)
- 스위스복음주의 연맹 (Schweizerische Evangelische Allianz) 등.

## 비전
EEA는 "하나님 나라의 가치를 유럽 사회 속에서 실천하고, 복음이 모든 민족과 문화 속으로 전해지는 것"을 비전으로 삼고 있다.

## 같이 보기
- 세계복음주의연맹